# Лаутнер Емеріх Емільович
Емеріх Емільович Лаутнер (1929, Виноградів) — радянський футболіст, що грав на позиції нападника. Найбільш відомий за виступами в команді класу «Б» «Спартак» зі Станіслава. Переможець зонального турніру класу «Б» 1957.

## Клубна кар'єра
Емеріх Лаутнер народився у Виноградові, та розпочав виступи в командах майстрів у 1956 році в команді класу «Б» «Спартак» зі Станіслава. У 1957 році Лаутнер разом із «Спартаком» виграє зональний турнір класу «Б», після чого прикарпатська команда займає друге місце у фінальному турнірі за право виходу до вищої ліги СРСР, а також виходить до 1/4 фіналу Кубка СРСР, де поступається московському «Спартаку». У цьому розіграші Кубка Лаутнер зіграв 2 матчі, та відзначився 1 забитим м'ячем у ворота калінінградського «Харчовика»), щоправда в чвертьфінальному матчі не грав. У складі станіславської команди Емеріх Лаутнер грав до кінця сезону 1959 року, зігравши за клуб 108 матчів, відзначившись у них 21 забитим м'ячем. У 1960 році Лаутнер перейшов до складу іншої команди класу «Б» «Авангард» з Чернівців, по закінченні сезону 1960 року завершив виступи на футбольних полях.